# René Létourneau
Pour l’article homonyme, voir Létourneau.
René Joseph Eugène Létourneau (né le 17 novembre 1912 et mort le 2 juillet 1986) est un marchand et homme politique fédéral du Québec.

## Biographie
Né à Saint-Paul-de-Montminy dans la région de Chaudière-Appalaches, il tente une première fois de devenir député du Parti progressiste-conservateur du Canada dans la circonscription fédérale de Stanstead en 1957, mais il est défait par le libéral Louis-Édouard Roberge. Élu en 1958 et réélu en 1962, il est défait en 1963 et en 1965.